# Ici Champagne-Ardenne
 (décembre 2017).
Ici Champagne-Ardenne, anciennement France Bleu Champagne-Ardenne, est l'une des 44 stations de radio généralistes du réseau Ici de Radio France. Elle a pour zone de diffusion les Ardennes, la Marne, le nord de l'Aube et le nord de la Haute-Marne.

## Historique
Cette radio a commencé à émettre en 1953 sous différents noms, et notamment Radio Lorraine-Champagne à ses débuts. Elle commence à émettre sur l'ancienne fréquence de l'AFN Reims, couvre une grande partie de la Champagne-Ardenne et diffuse quelques actualités culturelles de la région depuis Nancy. À partir de 1964, Radio Lorraine-Champagne offre le décrochage locale Radio Reims. Ce n'est qu'en 1988 qu'est créée la station indépendante Radio France Reims.
Le 4 septembre 2000, les 44 radios locales de Radio France sont réunies dans le réseau France Bleu qui fournit un programme commun national que reprennent les programmes locaux des stations en régions (sur le même principe que France 3).
Depuis mai 2009, la station diffuse ses programmes depuis Sainte-Menehould sur la fréquence 103,4 MHz.
En janvier 2007, la préfecture de Champagne-Ardenne, la préfecture de la Marne et France Bleu Champagne-Ardenne ont signé une convention relative à la diffusion de l’information à la population du département de la Marne dans les situations de crise relevant de la sécurité et de la défense civile (plan rouge, plan blanc, catastrophes naturelles...).
Le 6 janvier 2014, la station prend le nom de France Bleu Champagne-Ardenne.
Le 1er mars 2023, la station démarre sa diffusion en numérique terrestre (DAB+).

## Équipes locales

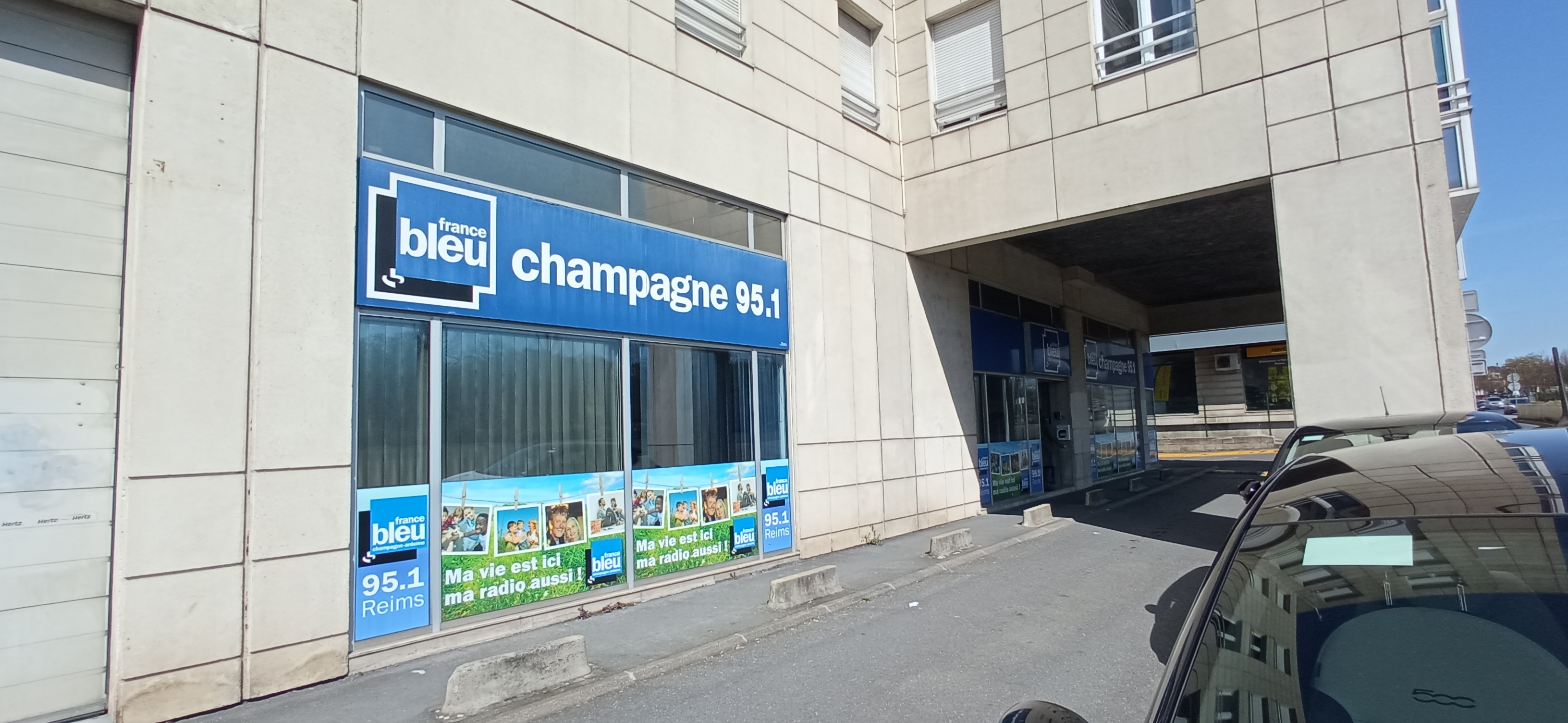
Local de Reims.

La direction de France Bleu Champagne-Ardenne encadre une équipe d'une quinzaine de journalistes et d'animateurs radio.

### Anciens animateurs et journalistes notables
- Pierre-Yves Noël
- Alain Passerel

## Programmation
Les programmes régionaux de France Bleu Champagne-Ardenne sont diffusés en direct de 6 h à 12 h 8 et de 16 h à 19 h du lundi au vendredi et de 7 h à 12 h 30 le samedi et le dimanche, sans oublier les retransmissions de foot, en direct.[source insuffisante]. Les programmes nationaux du réseau France Bleu sont diffusés le reste de la journée et la nuit.

## Diffusion
France Bleu Champagne-Ardenne diffuse ses programmes en numérique terrestre (DAB+) sur le multiplex Reims étendu sur le canal 9A (202,928 MHz) et sur la bande FM en utilisant, selon les zones géographiques, les fréquences d'émissions suivantes :
Dans la Marne :
- Reims : 95,1 MHz
- Épernay : 103,4 MHz
- Châlons-en-Champagne : 94,8 MHz
- Vitry-le-François : 93,6 MHz
- Sainte-Menehould : 103,4 MHz
- Sézanne : 93,6 MHz

Dans la Haute-Marne :
- Saint-Dizier : 93,6 MHz

Dans les Ardennes :
- Charleville-Mézières - Sedan : 100,9 MHz
- Rethel : 92,8 MHz
- Givet : 98,0 MHz

Dans l'Aube :
- Troyes : 100,8 MHz
- Romilly-sur-Seine : 97,7 MHz